# Técnicas fotográficas
Dependiendo del objeto o situación a fotografiar encontramos diversas técnicas que en la mayoría de los casos se ciñen a la demanda comercial. Encontramos al aficionado que emplea una o diversas técnicas indistintamente. Desde el punto de vista profesional se siguen unas pautas a la hora de fotografiar que varían dependiendo del contexto en que nos encontremos y el fin que se desee alcanzar.
Así observamos que no es lo mismo realizar una fotografía de un bodegón que una de un retrato familiar o de un paisaje. A continuación analizaremos las principales técnicas a emplear en algunos contextos específicos:

## Fotografía deportiva
Para realizar una buena fotografía deportiva es importante conocer las reglas básicas del deporte sea cual sea el deporte. Se debe ser paciente y reaccionar con rapidez para captar todo tipo de imágenes que representen un momento de tensión o alguna situación clave del partido. Para esto es necesario una amplia gama de longitudes focales sobre todo teleobjetivos. Las cámaras digitales son la mejor opción ya que permiten transmitir datos rápidamente. Según que deporte, será conveniente el uso de teleobjetivos.

## Fotografía de bodegones
Exige un control total de las técnicas fotográficas y de la iluminación en general. Primero deben decidirse las características del producto que hay que destacar. Los fondos deben ser neutros para no restar importancia al motivo principal. El esquema de iluminación y composición a seguir debe ser simple. Las cámaras más adecuadas para realizar estas fotografías son las de gran formato ya que ofrecen la posibilidad de descentrar el objetivo para corregir la perspectiva. realizar secuencias de tomas para obtener la mejor foto..

## Fotografía arquitectónica
Existen dos tipos de fotografías arquitectónicas, aquellas objetivas, como planos, folletos, etc.; y las de carácter subjetivo, que muestran la visión artística del deformaciones en la imagen, tanto en la fotografía de interior como en la fotografía de exterior. Las cámaras de gran formato son las más adecuadas porque permiten bascular y descentrar el objetivo para corregir la perspectiva como sucedía con la fotografía de bodegones.

## Retratos
El mejor lugar para realizar este tipo de fotografías es aquel que esté relacionado con la persona que vamos a retratar. Primero deben decidirse las características a destacar y en función de esto se deben adecuar el ambiente, el encuadre y la iluminación. Utilizaremos un teleobjetivo corto (70-80mm) y aprovecharemos, dentro de lo posible, la luz natural, y en su defecto, el flash.

## Fotografía nocturna
Las fotografías nocturnas deben realizarse en lugares donde la contaminación luminosa sea escasa. El amanecer y el anochecer son momentos claves. El relieve de la luna también ofrece una buena oportunidad para captar detalles en el paisaje. La temperatura de color de la luz que refleja la luna es igual a la que refleja el sol, por lo que se deberá utilizar una película equilibrada para la luz de día. No se deben realizar exposiciones largas debido al movimiento de la Tierra. Otras limitaciones a tener en cuenta serían el fallo de reciprocidad de la película y el área efectiva del diafragma del objetivo importa mucho la luz artificial pues
en un entorno apagado se puede dar un aspecto único

## Fotografía de paisajes
Este tipo de fotografía puede emplearse como documento para ilustrar revistas y libros o como forma de expresión artística personal. Las cámaras de gran formato dan mejor resolución y gradación modal. Debe elegirse un encuadre interesante tratando que el horizonte no divida la imagen en dos partes iguales. No hay que abusar de los filtros a pesar de que los que resultan más útiles son el ultravioleta (UV), el degradado neutro, los de densidad y el polarizador (circular o lineal).

## Fotografía submarina
Puede realizarse debajo del agua o a través de las paredes de un acuario. El ángulo de visión de los objetivos se estrecha ligeramente y los motivos aparecen más grandes y próximos. Por debajo de los diez metros la luz natural adquiere un color azulado que puede corregirse mediante filtros. El flash también es importante para resaltar los verdaderos colores a mayor profundidad. El objetivo más utilizado es el gran angular que reduce la columna de agua entre la cámara y el sujeto.